# 금동신묘명삼존불입상
금동신묘명삼존불입상(金銅辛卯銘三尊佛立像)은 ‘신묘(辛卯)’라는 명문이 새겨진, 고구려의 금동 삼존불 입상이다. 1962년 12월 20일 대한민국의 국보 제85호 금동신묘명삼존불(金銅辛卯銘三尊佛)로 지정되었다가, 2010년 6월 28일 현재의 명칭으로 변경되었다.
황해도 곡산군 화촌면 봉산리에서 출토되었다. 대좌가 없고 불신과 광배가 분리되었으며 소발(素髮)이고 크고 둥근 얼굴 등이 북조시대의 불상이면서도 고구려화된 면모를 보인다. 손의 형태는 통식을 따르나 법의(法衣)는 길게 아래로 내려뜨린 점이 특이하다. 명문에 의하여 상명(像名)은 무량수(無量壽)이며, 연대는 고구려 평원왕(平原王) 13년(571년)으로 추정된다. 높이는 15.5센티미터이다.

## 개요
1930년 황해도 곡산군 화촌면 봉산리에서 출토되어 현재는 리움미술관에 전시되어 있는 불상으로 높이 15.5cm이다. 하나의 커다란 광배(光背)에 본존불과 좌우보살상을 조각한 형태의 삼존불(三尊佛)로 현존하는 같은 형식의 불상 중에서 가장 크다.
좌우의 보살상은 본존불보다 훨씬 작게 만들어 광배의 끝에 겨우 매달린 듯 보이는데, 이는 본존불을 한결 돋보이게 하는 효과를 내고 있다. 본존불의 가슴과 광배의 오른쪽 끝에 약간의 흠집이 있을 뿐, 전체적으로 보존 상태가 좋은 편이다. 
본존불은 얼굴이 풍만하고 입가에 미소를 띠고 있으며, 머리에는 상투 모양의 머리(육계)가 큼직하다. 양 어깨를 감싸고 있는 옷은 두껍게 표현되어 있으며, 옷자락은 양 옆으로 펼쳐지면서 발목까지 덮고 있다. 오른손은 들어 손바닥을 보이고, 왼손은 내려서 손끝이 아래로 향하면서 손바닥을 보이고 있다. 광배는 불상과 분리되며 본존불의 등 뒤에 달려있는 뾰족한 촉(觸)으로 고정시켜 준다.
배(舟) 모양의 광배는 본존불을 중심으로 머리광배와 몸광배를 표현하였고, 그 안에 연꽃무늬, 덩굴무늬, 인동초무늬를 새겼다. 머리광배와 몸광배의 가장자리에는 불꽃무늬를 새기고, 그 사이에는 작은 부처를 조각하였다. 광배의 아래쪽 끝부분에 새겨진 두 협시보살은 큼직한 얼굴에 원통형의 빈약한 체구를 지니고 있다. 가슴에는 X자형의 옷자락이 새겨져 있으며, 전체적으로 본존불에 비해 솜씨가 서툴러 보인다. 
광배 뒷면에는 다섯 사람이 모여 그들의 스승과 부모를 위해 이 불상을 만들었다는 내용의 글이 새겨져 있다. 글에 나타난 사람 이름이나 불상의 양식으로 보아 고구려 불상으로 보이며, 글에 나타난 ‘신묘(辛卯)’는 고구려 평원왕 13년(571)년으로 추정된다. 
전체적인 불상 형태는 큼직한 얼굴과 손, 추상적인 신체 표현 등에서 금동연가7년명여래입상(국보 제119호)의 양식을 계승하고 있지만, 강인한 기품이 줄어들고 유연하면서 세련된 모습이 나타나고 있다. 

## 같이 보기
- 금동연가7년명여래입상 (국보 제119호)

## 참고 자료
- 금동신묘명삼존불입상 - 국가유산청 국가유산포털